# Jama (bóstwo)

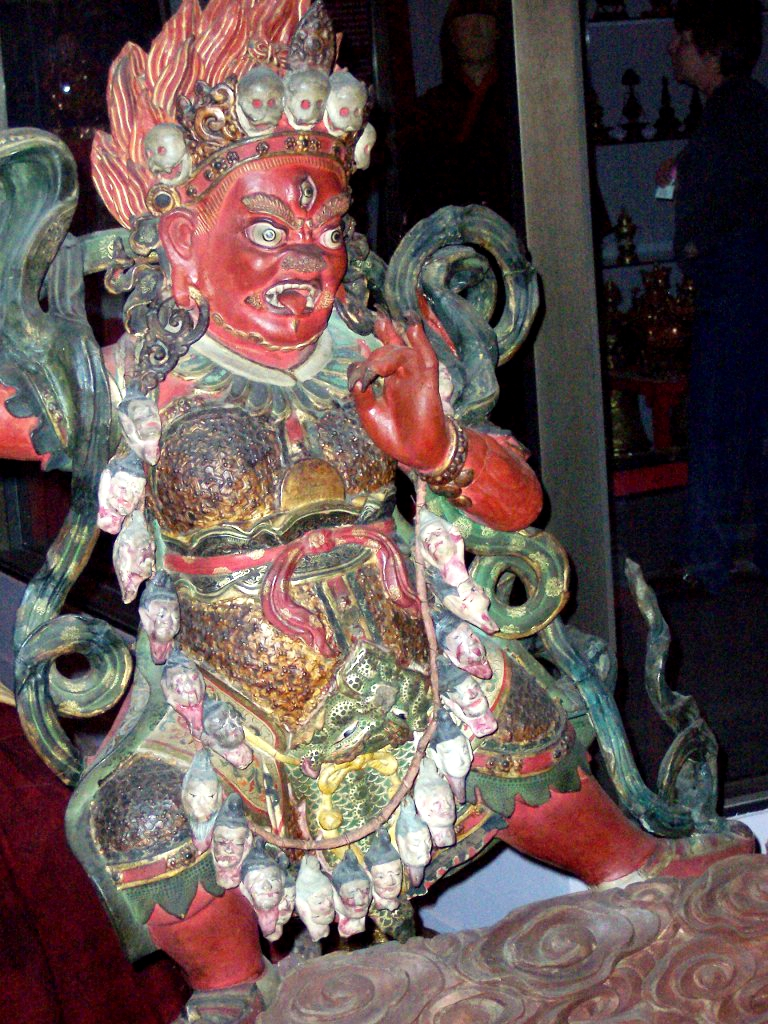
Tybetańskie przedstawienie Jamy.

Jama (skr. यम, yama) – hinduistyczny bóg śmierci i zmarłych, w mitologii wedyjskiej władca zaświatów, Pan Dharmy, strażnik kierunku (lokapala) południowego.
Można znaleźć wzmiankę o Jamie w kanonie palijskim, dzięki czemu wszedł do buddyzmu, mitologii chińskiej, tybetańskiej, koreańskiej i japońskiej.

## Znaczenie
Bóg Jama bywa przedstawiany też jako :
- "sędzia zmarłych"[2].
- władca pitryloki.

## Postaci powiązane
- siostra: Jami
- posłańcy: sowa i gołąb[3], dwa psy, Śmierć

## Recepcja w literaturze hinduistycznej
- Rygweda zawiera 4 hymny kierowane bezpośrednio do Jamy[4].
- Według mitu wedyjskiego Jama był najstarszym synem Wiwaswata, słońca i pierwszym śmiertelnikiem, który narodził się na ziemi i osiągnął świat niebiański (w późniejszym hinduizmie jednak twierdzono, iż tym człowiekiem był Manu). Wiwaswat mianował Jamę królem zmarłych. W religii nie odgrywa większej roli, ma natomiast duże znaczenie mitologiczne.
- Jama bywa identyfikowany z czasem[5].

## Recepcja w innych religiach
Jama indyjski porównywany jest z irańskim Jimą (Dżemszydem) i buddyjskim Yánluówángiem (Jamą).